# Lạn Tương Như
Lận Tương Như (chữ Hán: 藺相如, ?-?), thường phiên âm là Lạn Tương Như, là chính khách nước Triệu thời Chiến Quốc trong lịch sử Trung Quốc, nổi tiếng là người giỏi ứng xử để giữ uy tín của nước Triệu trong chư hầu.

## Khuyên chủ
Ban đầu, Lạn Tương Như có xuất thân không cao. Ông làm môn hạ của người cầm đầu các hoạn quan nước Triệu là Mục Hiền.
Mục Hiền từng có tội, định chạy trốn sang nước Yên. Khi đó Lạn Tương Như cản lại, can rằng:
Ngài làm sao mà biết vua Yên?
Mục Hiền đáp:
Ta từng theo vua Triệu họp với vua Yên ở biên giới, vua Yên nắm tay ta mà nói: "Xin kết làm bạn!" Vì vậy ta biết, nên muốn trốn sang.
Tương Như bảo Mục Hiền:
Vì nước Triệu mạnh, nước Yên yếu, cho nên vua Yên muốn kết bạn với ngài. Nay ngài bỏ Triệu trốn sang Yên thì Yên sợ Triệu, nhất định không dám giữ ngài mà sẽ trói ngài nộp cho Triệu. Chi bằng ngài hãy cởi trần, phục bên lưỡi rìu mà xin tha tội, may ra được thoát thân!
Mục Hiền nghe theo kế ấy, đến tạ tội Triệu Huệ Văn vương, được vua Triệu tha tội.

## Cầm ngọc quý đi sứ Tần
Đời vua Huệ Văn Vương, nước Triệu được viên ngọc bích của họ Hoà nước Sở là bảo vật nổi tiếng trong chư hầu khi đó. Vua Chiêu Vương nước Tần nghe tin, sai người đưa thư cho vua Triệu, xin đem mười lăm thành để đổi lấy viên ngọc bích. Vua Triệu cùng đại tướng quân Liêm Pha và các vị đại thần bàn rằng: Nếu cho Tần ngọc bích thì sợ không được thành của Tần, chỉ bị lừa, nếu không cho thì lại lo binh Tần đến đánh. Kế chưa quyết định, tìm người có thể sang trả lời Tần, tìm mãi chưa được ai.
Khi đó hoạn quan Mục Hiền bèn tiến cử Lạn Tương Như với Triệu Huệ Văn vương. Vua Triệu liền cho mời ông đến, hỏi Lạn Tương Như:
Vua Tần đem 15 thành đổi lấy viên ngọc của quả nhân, nên cho hay không?
Tương Như nói:
Tần mạnh, Triệu yếu, không cho không được.
Vua Triệu nói:
Họ lấy ngọc ta mà không cho ta thành thì làm thế nào?
Lạn Tương Như nói:
Tần đem thành đổi lấy ngọc mà Triệu không cho, thì điều trái là ở Triệu. Triệu cho ngọc mà Tần chẳng cho thành thì điều trái là ở Tần. Xét lại kế đó thì thà cho ngọc để Tần chịu phần trái.
Vua Triệu hỏi:
Ai có thể sai đi sứ?
Lạn Tương Như nói:
Nếu nhà vua thiếu người, thần xin mang ngọc bích đi sứ. Thành có về tay nước Triệu thì ngọc mới ở lại đất Tần.Nếu thành không về, thần xin giữ nguyên vẹn viên ngọc đem về Triệu.
Triệu Vương bèn sai Tương Như mang ngọc sang hướng Tây vào đất Tần.
Vua Tần Chiêu Tương vương đón tiếp Tương Như ở Chương đài. Ông mang ngọc bích dâng vua Tần. Vua Tần mừng rỡ, trao cho các mỹ nhân và các quan hầu xem, các quan hầu đều hô: Vạn tuế!
Tương Như thấy vua Tần không có ý cắt thành cho Triệu, bèn tìm cách lấy lại ngọc quý. Ông tiến lên nói:
Ngọc bích có vết, tôi xin chỉ cho đại vương xem.
Vua Tần không biết là kế, bèn trao ngọc bích, Tương Như nhân cầm ấy ngọc, đứng lùi tựa vào cột, nổi giận nói:
Đại vương muốn được ngọc, sai người đem thư đến vua Triệu. Vua Triệu cho mời quần thần bàn bạc, tất cả đều nói: "nước Tần tham, cậy mình mạnh, đem lời nói suông để cầu lấy ngọc, chưa chắc đã trả thành cho ta". Họ bàn không muốn đưa ngọc bích cho Tần. Thần cho rằng: "kẻ áo vải chơi với nhau còn không dối nhau, huống nữa là nước lớn. Vả chăng vì một viên ngọc mà làm nước Tần mất vui thì không nên". Vì vậy nên vua Triệu trai giới năm ngày, sai thần mang ngọc bích đi, vái mà đưa ở giữa triều đình. Tại sao thế? Vì trọng cái uy của nước lớn để tỏ lòng tôn kính vậy. Nay thần đến đại vương tiếp thần ở một nơi tầm thường, lễ tiết rất khinh mạn. Được ngọc, đại vương đưa cho các mỹ nhân để đùa bỡn thần. Thần xem đại vương không có ý trả thành ấp cho vua Triệu, cho nên thần lấy ngọc về. Nếu đại vương cứ muốn bức bách thần, thì đầu thần và viên ngọc đều vỡ ở cái cột này!
Tương Như cầm viên ngọc, nhằm cái cột, làm như muốn đập đầu và cả ngọc vào cột. Vua Tần sợ ông đập vỡ viên ngọc nên vội ngăn lại, gọi quan đương sự cầm địa đồ đến, chỉ chỗ 15 thành từ chỗ này trở đi để cắt cho nước Triệu. Tương Như đoán vua Tần chỉ lừa dối, tuy giả vờ cho Triệu thành, nhưng thực ra thì không thể được thành, bèn bảo vua Tần:
Ngọc bích họ Hoà thiên hạ đều nhận là của báu, vua Triệu sợ không dám không dâng. Khi đưa ngọc, vua Triệu trai giới năm ngày, nay đại vương cũng nên trai giới 5 ngày, đặt lễ cửu tân thì thần mới dám dâng ngọc.
Vua Tần thấy không có cách gì ép được, bèn hứa với ông trai giới 5 ngày, cho Tương Như ở lại quán tân khánh Quảng Thành. Ông đoán vua Tần tuy trai giới, nhưng thế nào cũng bội ước không trao thành, nên sai người hầu đi theo đoàn sứ của mình mặc áo ngắn, mang viên ngọc đi theo đường tắt, trốn về nộp lại ngọc bích cho vua Triệu.
Vua Tần sau khi trai giới 5 ngày bèn đặt lễ cửu tân ở triều đình để tiếp Lạn Tương Như. Tương Như đến, nói với vua Tần:
Nước Tần từ đời Mục Công đến nay, hơn 20 đời vua, chưa từng có ai giữ trọn lời hứa. Quả thực, thần sợ bị nhà vua lừa, lại phụ lòng nước Triệu, nên đã sai người cầm ngọc lẻn về đến nước Triệu rồi. Vả lại, Tần mạnh mà Triệu yếu, đại vương sai một người sứ giả đến Triệu thì Triệu lập tức đem ngọc sang dâng. Nay mạnh như nước Tần mà lại cắt trước mười lăm thành để cho Triệu thì Triệu đâu dám giữ ngọc bích để mắc tội với đại vương Thần biết rằng lừa dối đại vương tội đáng chết. Thần xin vào vạc nước sôi. Xin đại vương và quần thần bàn bạc kỹ cho.
Vua Tần và quần thần nhìn nhau cùng hậm hực, các tướng Tần muốn giết ông nhưng vua Tần ngăn lại nói:
Bây giờ giết Tương Như cũng không lấy được ngọc, mà chỉ làm tuyệt tình giao hảo giữa Tần và Triệu. Chi bằng nhân việc này mà hậu đãi ông ta, cho ông ta về Triệu. Vua Triệu há vì một viên ngọc bích mà lừa dối Tần sao?
Do đó, vua Tần vẫn tiếp Tương Như ở triều đình, lễ xong cho về. Sau khi Tương Như về, vua Triệu khen ông là một quan đại phu giỏi, đi sứ không khuất nhục với chư hầu, bèn phong ông làm thượng đại phu.
Kết quả sau đó Tần không đổi thành cho Triệu mà Triệu cũng không đem ngọc bích cho Tần.

## Phò vua Triệu hội kiến với vua Tần
Nước Tần bực nước Triệu không dâng ngọc, năm 282 TCN vua Tần cử binh đánh Triệu, lấy Thạch Thành. Năm sau, Tần lại đánh Triệu, giết hai vạn người. Vua Tần sai sứ giả nói với Triệu Huệ Văn Vương muốn họp nhau ở Dẫn Trì, ngoài Tây Hà để giảng hoà. Vua Triệu lo lắng, định không đi.
Võ tướng Liêm Pha cùng Lạn Tương Như bàn rằng nếu vua Triệu không đi thì tỏ ra nước Triệu yếu và nhát. Vua Triệu bèn quyết định đi, cho Tương Như đi theo.
Hai bên hội họp ở Dẫn Trì. Tần Chiêu Tương vương uống rượu say, nói:
Quả nhân trộm nghĩ Triệu Vương giỏi nhạc, xin gảy đàn sắt cho nghe.
Vua Triệu bèn cầm đàn đàn sắt gảy. Ngự sử nước Tần tiến lên chép:
Ngày... tháng... năm... vua Tần cùng vua Triệu hội họp uống rượu, sai khiến vua Triệu gảy đàn sắt!
Vua quan nước Tần cố ý hạ thấp nước Triệu. Tương Như bèn nghĩ kế trả đũa. Ông tiến lên nói:
Vua Triệu trộm nghe nói vua Tần giỏi về âm nhạc nước Tần, xin bưng cái phẫu đến vua Tần gõ để cùng vui với nhau!
Vua Tần giận không chịu. Nhưng Tương Như cứ tiến lên dâng cái vùa. Nhân quỳ xuống mời vua Tần, vua Tần không chịu gõ. Tương Như cứng cỏi nói:
Ở trong năm bước, thần xin được phép lấy máu ở cổ làm bẩn người đại vương!
Các hộ vệ của vua Tần muốn chém Tương Như. Ông trợn mắt quát khiến tả hữu đều dạt ra. Vua Tần không vui, đành miễn cưỡng gõ vùa một cái vào phẫu. Tương Như quay lại gọi ngự sử nước Triệu viết:
Năm... tháng.... ngày... vua Tần gõ phẫu cho vua Triệu nghe!
Quần thần nước Tần nói:
Xin đem 15 thành nước Triệu để chúc thọ vua Tần.
Lạn Tương Như cũng nói:
Xin lấy Hàm Dương của Tần cho nước Triệu để chúc thọ vua Triệu.
Vua Tần xong tiệc rượu, không tranh hơn được với vua Triệu. Nước Triệu cũng đặt sẵn nhiều quân lính để đợi Tần nên quân Tần không dám cử động.
Khi tan hội về nước, vua Triệu cho rằng Tương Như có công to, phong làm thượng khanh.

## Nhún nhường với Liêm Pha
Lạn Tương Như được vua Triệu cất nhắc, địa vị của ông ở trên võ tướng Liêm Pha. Liêm Pha bất mãn nói:
Ta là tướng nước Triệu, phá thành đánh trận có công to, trái lại Tương Như chỉ nhờ miệng lưỡi lập công mà địa vị ở trên ta. Hơn nữa, Tương Như vốn người thấp hèn, ta xấu hổ không mặt mũi nào ngồi ở dưới ông ta!
Rồi Liêm Pha rêu rao:
Ta gặp Tương Như, quyết làm nhục ông ta.
Tương Như nghe vậy, ông tìm cách không chịu hội họp với Liêm Pha. Mỗi lần có buổi chầu, Tương Như thường cáo bệnh không muốn tranh ngôi thứ với Liêm Pha. Một hôm, Tương Như đi ra trông thấy Liêm Pha, Tương Như quay xe tránh. Những người môn hạ bèn cùng nhau can:
Chúng tôi sở dĩ bỏ thân thích đến thờ ngài chỉ vì mến cao nghĩa của ngài. Nay ngài và Liêm Pha cũng ngang hàng. Liêm Pha rêu rao nói xấu mà ngài lại sợ trốn tránh ông ta, sợ sệt quá đáng, người thường còn lấy làm xấu hổ, huống hồ là bậc tướng quốc, tướng quân! Bọn chúng tôi bất tài, xin từ giã về.
Tương Như cố cản lại, nói:
Các ông xem Liêm tướng quân có bằng vua Tần không?
Không bằng.
Oai như vua Tần mà Tương Như dám gào thét ở giữa triều đình, làm nhục cả quần thần. Tương Như tuy hèn nhát há sợ Liêm tướng quân sao? Nhưng ta nghĩ rằng nước Tần sở dĩ mạnh, không đem binh lính đánh Triệu vì có ta cùng Liêm tướng quân. Nay hai con hổ đánh nhau, thế nào cũng không sống được cả, cho nên ta phải làm như thế, vì nghĩ đến việc cấp bách của nước nhà trước mà gác việc thù riêng đó thôi.
Liêm Pha nghe lời mọi người thuật lại như vậy, tự biết mình có lỗi, bèn cởi trần mang roi nhờ tân khách đưa đến cửa nhà Lạn Tương Như tạ tội, nói:
Kẻ hèn mọn này không biết tướng quân rộng lượng đến thế!
Từ đó hai người cùng nhau vui vẻ làm bạn sống chết có nhau. Nước Triệu có hai tướng văn võ phò trợ nên được vững mạnh, không bị Tần lấn chiếm, người ta gọi giai thoại nổi tiếng này là "Tướng tướng hòa".

## Tiên liệu thất bại của Triệu Quát
Năm 269 TCN dưới thời vua mới là Triệu Hiếu Thành vương, Lạn Tương Như làm tướng, mang quân đi đánh Tề, đánh đến Bình ấp rồi rút lui.
Năm 263 TCN, khi Tần bắt đầu mang quân đánh Triệu, Sử ký ghi "Lạn Tương Như bị bệnh nặng". Liêm Pha cầm quân cố thủ mãi không chịu đánh quân Tần, vua Triệu sốt ruột sai Triệu Quát là con của danh tướng Triệu Xa đã mất ra thay. Lạn Tương Như nói:
Nhà vua dùng Quát cũng chỉ vì nghe danh ông ta cũng như gắn trục đàn mà gảy đàn thôi. Quát chỉ biết đọc sách của cha để lại, không biết ứng biến.
Vua Triệu không nghe, bèn cho Quát làm tướng. Kết quả tới năm 260 TCN xảy ra trận Trường Bình nổi tiếng, Triệu Quát đại bại bị tử trận, nước Triệu bị tổn thất hơn 40 vạn người đúng như lời tiên liệu của Lạn Tương Như.
Sử sách sau đó không ghi chép về ông nữa, không rõ Lạn Tương Như mất khi nào.

## Trong giai thoại văn học Việt Nam
Trong giai thoại văn học Việt Nam có lưu truyền câu đối nhắc tới Lạn Tương Như. Truyện kể vào thời Hậu Lê có một người học trò tên là Hòe, cùng tên với quan chủ khảo, vì vậy khi anh vào thi, người xướng danh gọi chệch đi là "Huề". Anh học trò không chịu vào, mãi tới khi người xướng danh phải gọi "Hoè" anh mới chịu vào.
Quan chủ khảo bực mình, muốn trị tội bướng bỉnh của anh học trò, liền ra vế đối, thách anh học trò đối được mới tha tội:
Lạn Tương Như, Tư Mã Tương Như, danh tương như thực bất tương như!
Nghĩa là:
Lạn Tương Như và Tư Mã Tương Như tuy có tên giống nhau nhưng thực chất chẳng giống nhau
Vế đối chơi chữ, lấy nghĩa "tương như" là "như nhau" từ tên hai nhân vật trong lịch sử Trung Quốc, với nghĩa bóng ám chỉ anh học trò tuy giống tên chủ khảo nhưng không thể bằng ông ta được.
Anh Hoè bèn đối lại:
Ngụy Vô Kỵ, Trưởng Tôn Vô Kỵ, bỉ vô kỵ ngã diệc vô kỵ!
Nghĩa là:
Nguỵ Vô Kỵ và Trưởng Tôn Vô Kỵ, ông không kiêng kỵ thì tôi cũng chẳng kiêng kỵ!
Vế đối lại cũng chơi chữ, lấy nghĩa "vô kỵ" là "không kiêng kỵ (không úy kỵ)" từ tên của hai nhân vật khác trong lịch sử Trung Quốc, ý nói rằng ông tuy ra oai nhưng tôi đây không kiêng kỵ gì cả.
Quan chủ khảo đành chịu, không trị tội anh học trò.